# Hufeisen-Azurjungfer
Die Hufeisen-Azurjungfer (Coenagrion puella) ist eine Libellenart aus der Familie der Schlanklibellen (Coenagrionidae). Es handelt sich bei der Hufeisen-Azurjungfer um eine kleine Libelle mit einer Flügelspannweite von maximal fünf Zentimetern.

## Merkmale
Die Hufeisen-Azurjungfer erreicht Körperlängen von 35 bis 40 Millimetern und ist in der Regel sehr schlank, fast nadelförmig gebaut. Den Namen hat die Hufeisen-Azurjungfer dem hufeisenförmigen schwarzen Mal, das auf dem zweiten Hinterleibssegment des Männchens zu finden ist (Bild 7), zu verdanken. Dies existiert jedoch auch bei ähnlichen Arten wie etwa der Fledermaus-Azurjungfer (C. pulchellum) in ähnlicher Ausprägung, bei der die schwarze Zeichnung der folgenden Hinterleibssegmente jedoch umfassender ist. Außerdem wird zur einwandfreien Identifizierung der Männchen die Form der Zange am letzten Hinterleibssegment (Bild 10) herangezogen. Die Männchen sind blau mit schwarzer Zeichnung. Bei den ausgefärbten Weibchen überwiegt die schwarze Zeichnung, in der Grundfarbe sind sie meist grün (heterochrome Weibchen, Bild 3), manchmal hellblau (homoeochrome Weibchen, Bild 4). Junge Exemplare sind bei Männchen und Weibchen milchig blass (Bild 5, 6). Die Weibchen tragen auf dem ersten Abdominalsegment kein „Hufeisen“, sondern eine Zeichnung, die an einen Pokal erinnert (Bild 8). Die Zeichnung variiert jedoch ebenfalls beträchtlich und es gibt Überschneidungen zu mehreren anderen Arten. Deswegen zieht man zur Bestimmung der Art die Linie heran, in der das Pronotum nach hinten abschließt. Bei der Hufeisen-Azurjungfer ist diese doppelt geschwungen und meist blau (Bild 9). Die Zangenform des Männchens und die Form des Halsschildes beim Weibchen sind konstante Merkmale, da sie für das Paarungsrad (Bild 14) genau „passen“ müssen.

## Lebensweise
Die Imagines schlüpfen zwischen Mai und August und haben eine Lebenserwartung von bis zu vier Wochen. Wie die meisten anderen Libellen ernährt sich auch die Hufeisen-Azurjungfer von Insekten, die sie meist im Flug fängt. Bei der Paarung packen die Männchen die Weibchen mit ihren Hinterleibszangen (Cerci) unterhalb des Kopfes. Um die Befruchtung durchzuführen, bilden die beiden Libellen das sogenannte Paarungsrad. Dabei nimmt das Weibchen die Samen aus der Samentasche des Männchens. Auch die Eiablage erfolgt paarweise im Tandem. Bei dieser sitzt das Weibchen waagerecht und das Männchen ragt empor. Das Weibchen sticht die Eier mit ihrem Ovipositor in die Wasserpflanzen ein. Durch diese gemeinsame Eiablage verhindert das Männchen die Befruchtung des Weibchens durch Konkurrenten. Die abgelegten Eier benötigen zwischen zwei und fünf Wochen, um zur Larve zu werden.

## Merkmale der Larve
Die schlanke Larve (Bild 18) ist blass bräunlich oder grünlich. Sie besitzt am Körperende drei Kiemenblättchen (Bild 20). Bei späten Larvenstadien ist die Larve etwa 1,5 cm lang, die Kiemenblättchen mindestens drei Millimeter. Diese sind zugespitzt, laufen aber nicht fadenförmig aus. Die Seitenadern zweigen schräg nach hinten ab. Seitlich sind sie bis etwa zur Mitte mit steifen Borsten besetzt. Die Fühler der Larven setzen sich aus sieben Gliedern zusammen, das Basisglied ist nicht besonders lang (Bild 19, Färbung durch Luftblasen verfälscht).

## Larvalentwicklung
Die Larven finden sich meist in stehenden, manchmal in fließenden Gewässern. Die Larvalzeit dauert etwa ein Jahr, wobei die Überwinterung als Larve stattfindet. Die Larven schlüpfen in Süddeutschland Ende April, Anfang Mai. Der Verwandlung zum Imago findet überwiegend am späten Vormittag statt. Die Verwandlung bis zum Abflug der Imago dauert zwischen 30 Minuten und drei Stunden.

## Verbreitung
Die Art ist fast überall in Europa verbreitet, in Skandinavien kommt sie jedoch nur im Süden vor, in Finnland fehlt sie. Sie wird dort selten, wo die Juli-Isotherme unter 15 °C sinkt. Nach Osten dringt sie in der Unterart kocheri bis zur Mongolei und Westsibirien vor. In Mitteleuropa gehört sie zu den häufigsten Libellenarten, kommt jedoch aus klimatischen Gründen im Bergland weniger häufig als in der Ebene vor.

## Medien
|                             |                             |                             |                             |                             |                             |                             |                             |                             |              |
| Bild 1: Phasen des Schlupfs | Bild 1: Phasen des Schlupfs | Bild 1: Phasen des Schlupfs | Bild 1: Phasen des Schlupfs | Bild 1: Phasen des Schlupfs | Bild 1: Phasen des Schlupfs | Bild 1: Phasen des Schlupfs | Bild 1: Phasen des Schlupfs | Bild 1: Phasen des Schlupfs | Bild 2:Video |

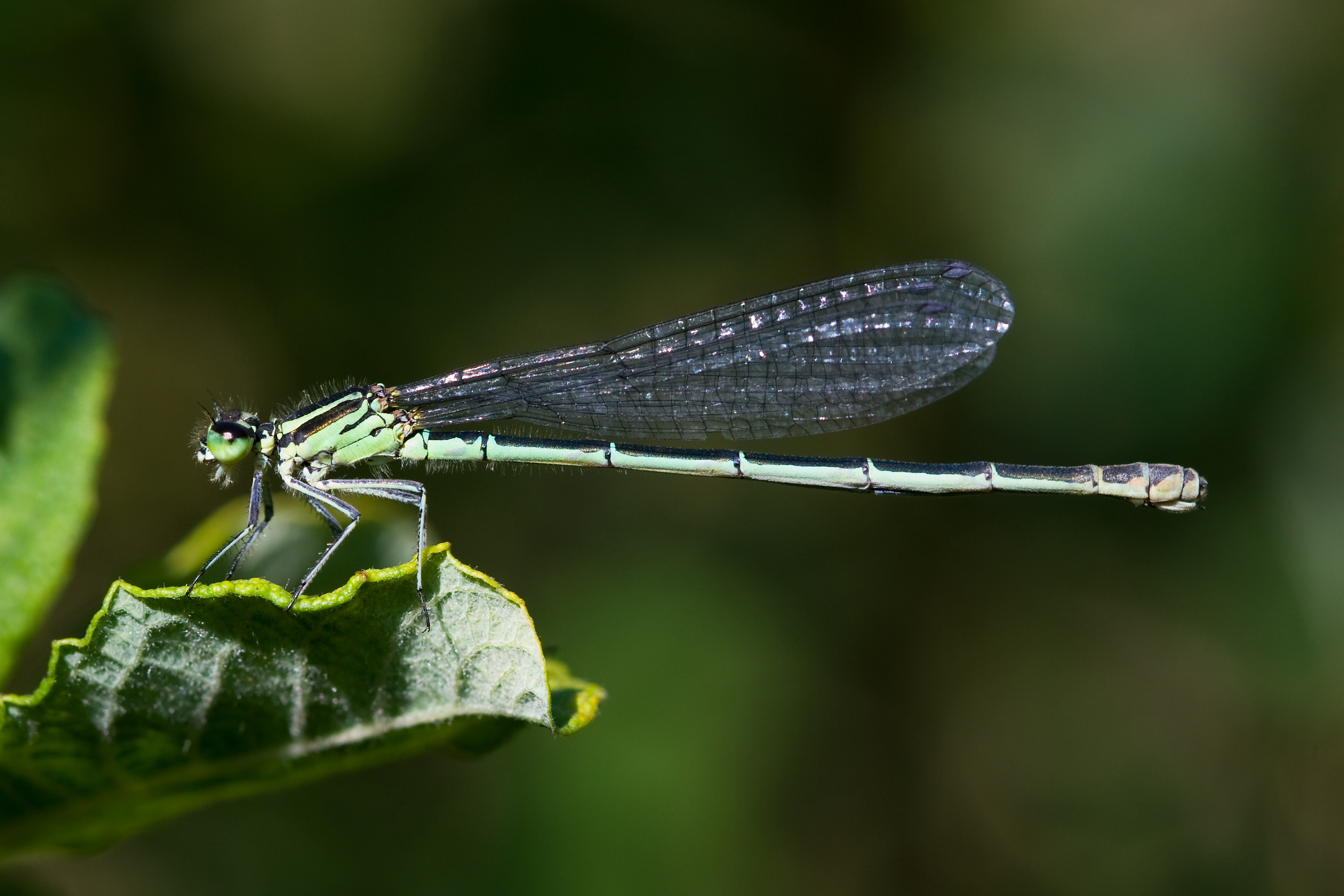
Bild 3: heterochromes Weibchen (grün)
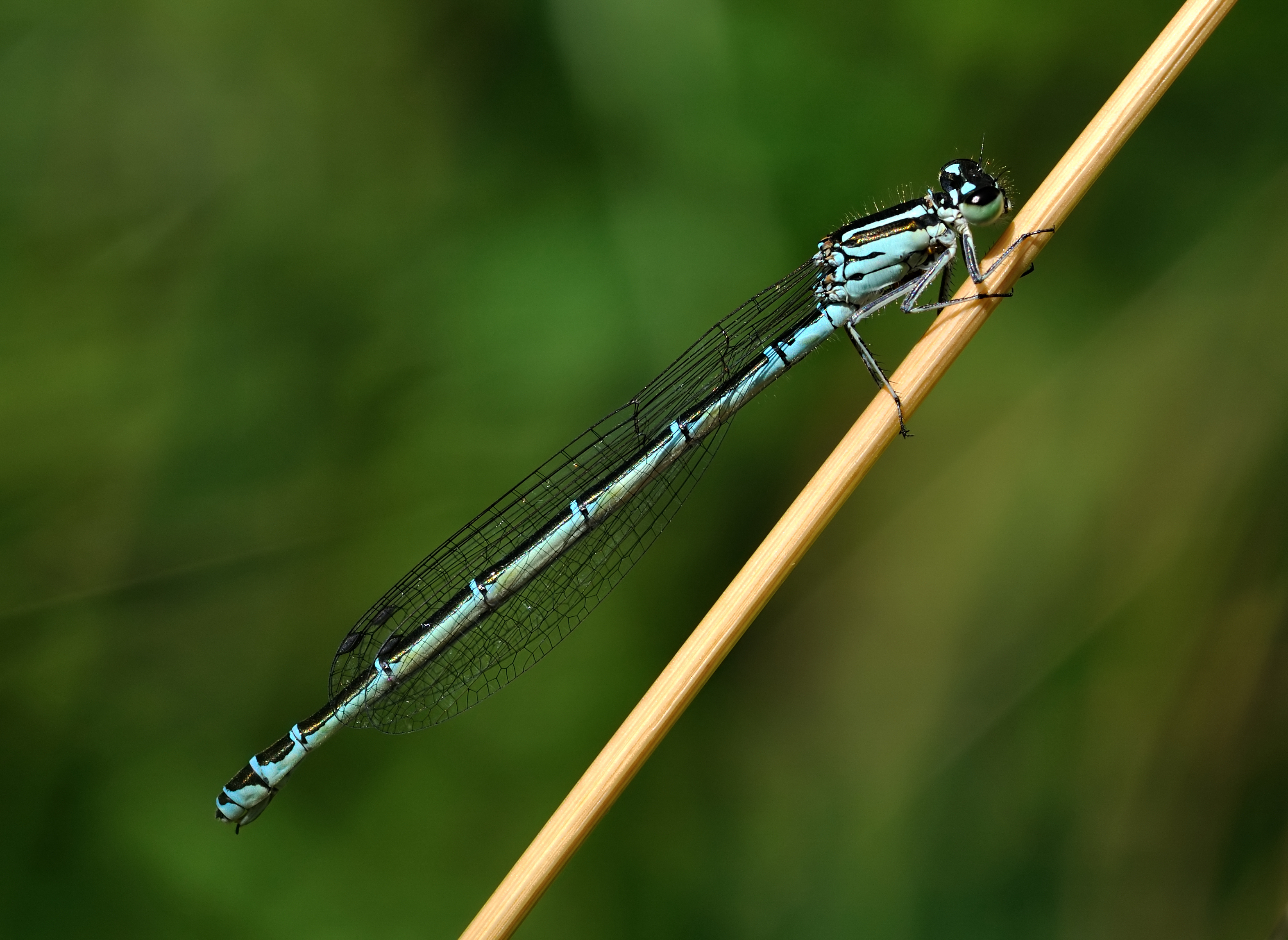
Bild 4: homoeochromes Weibchen (blau)
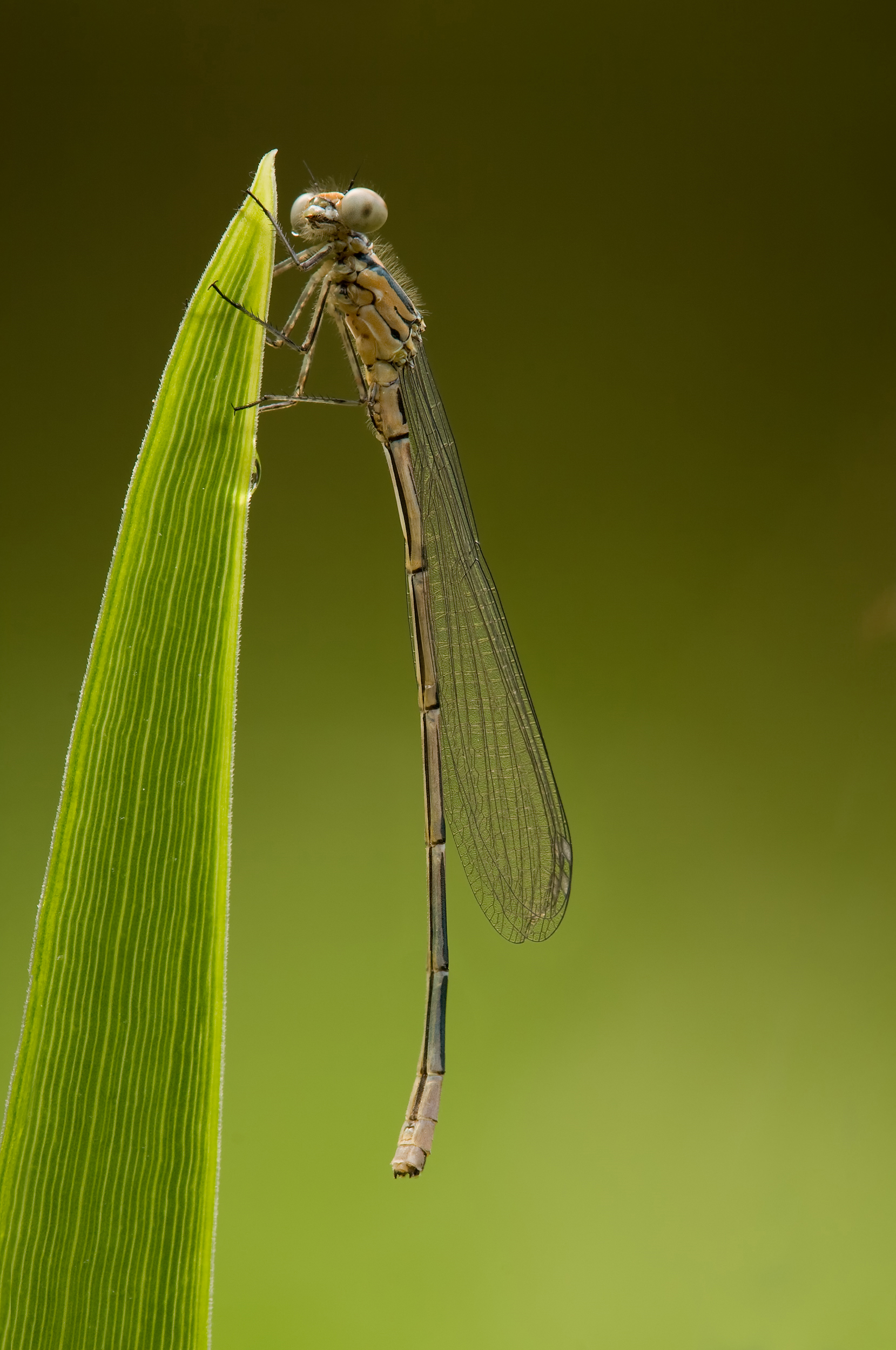
Bild 5: junges Männchen
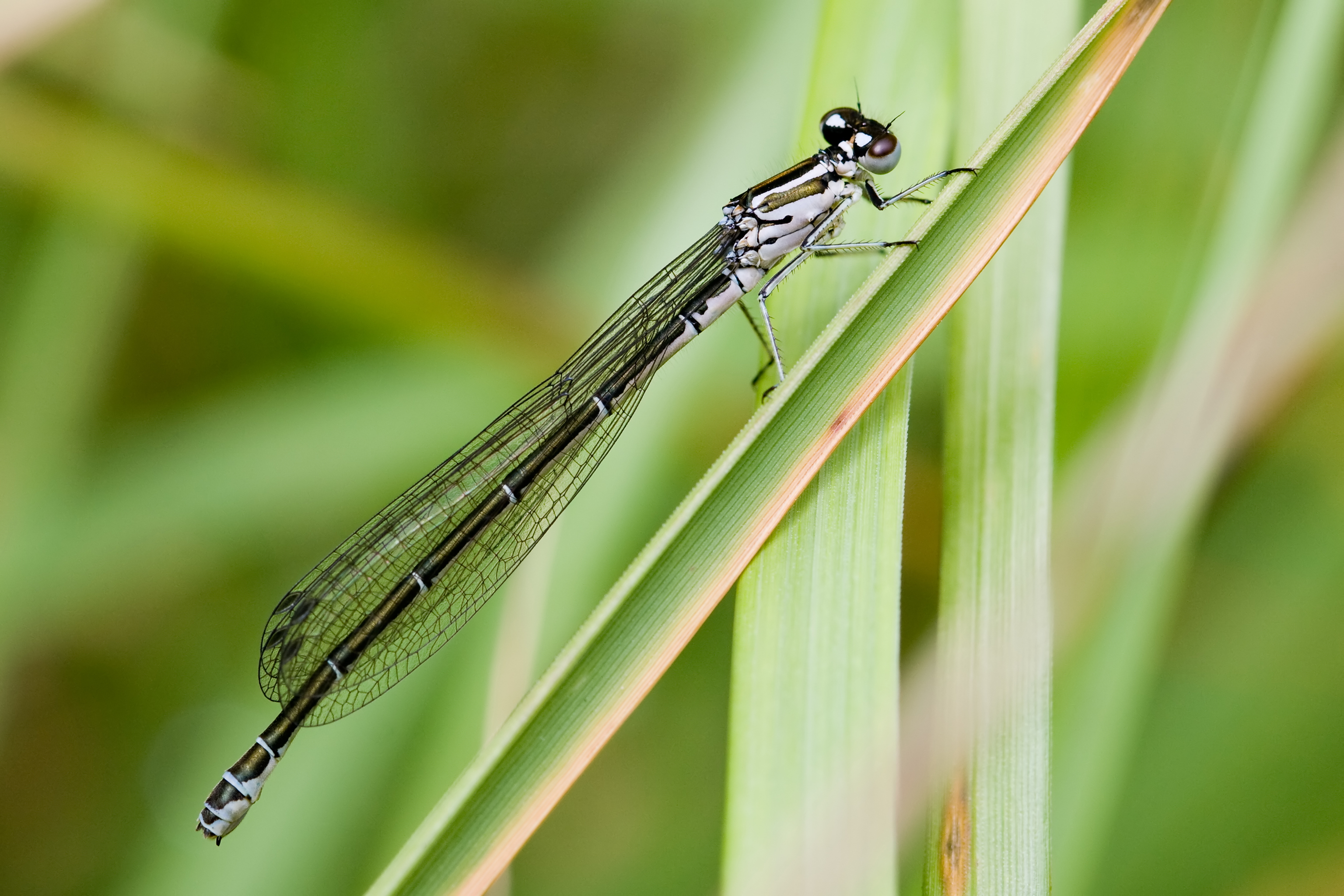
Bild 6: junges Weibchen
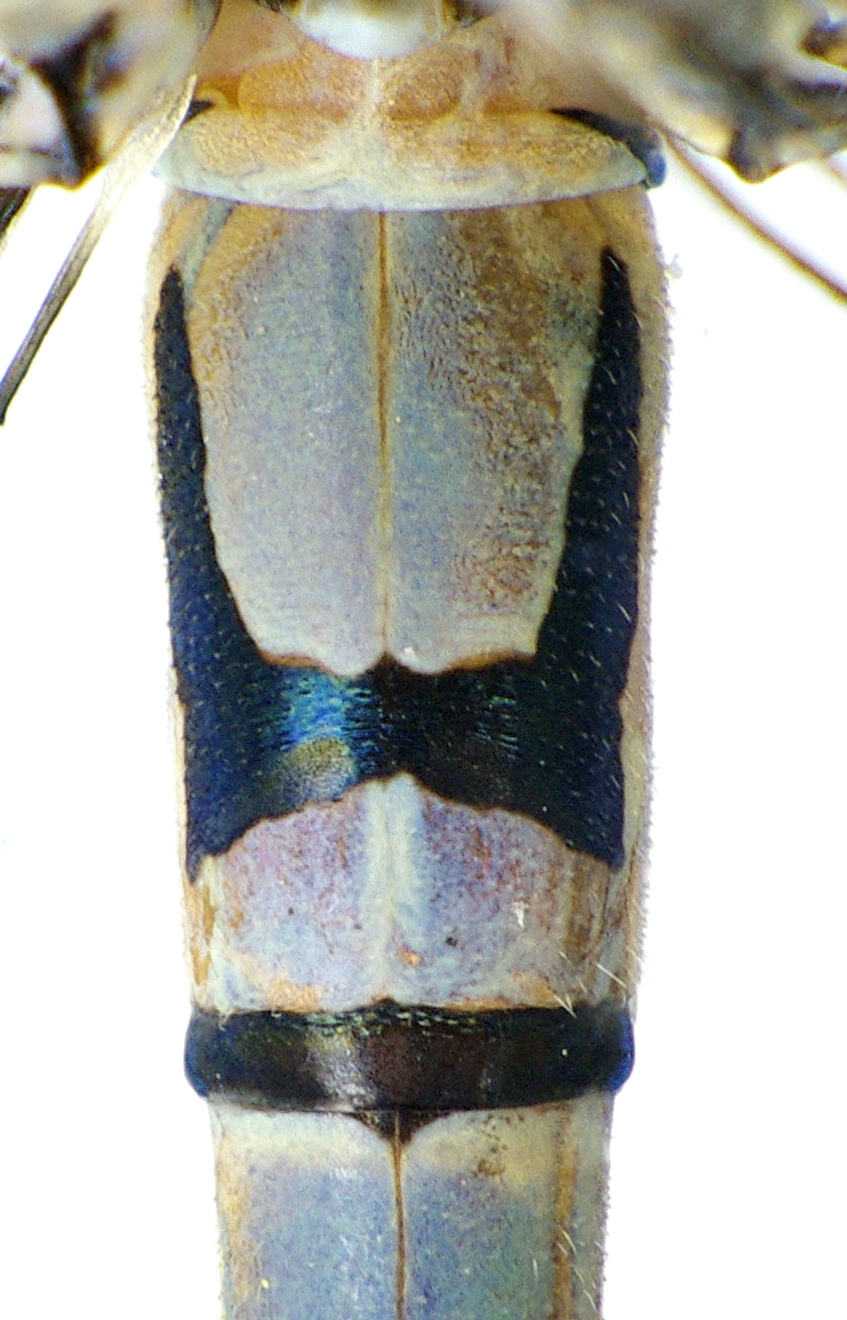
Bild 7: Erstes Abdominalsegment ♂
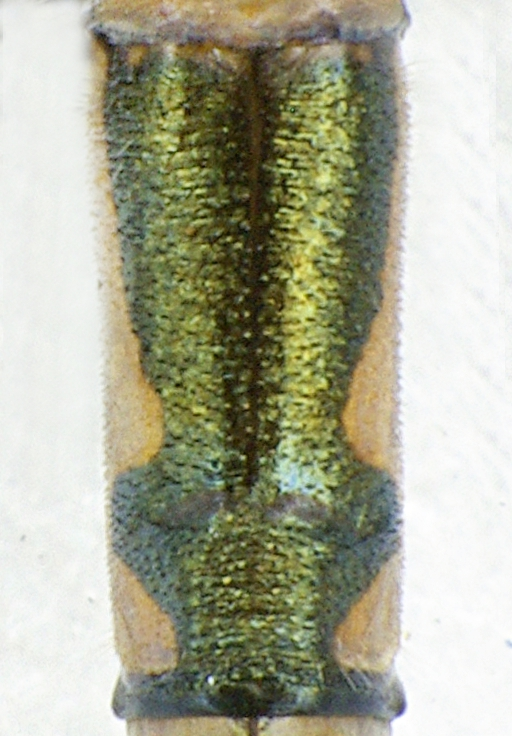
Bild 8: Erstes Abdominalsegment ♀
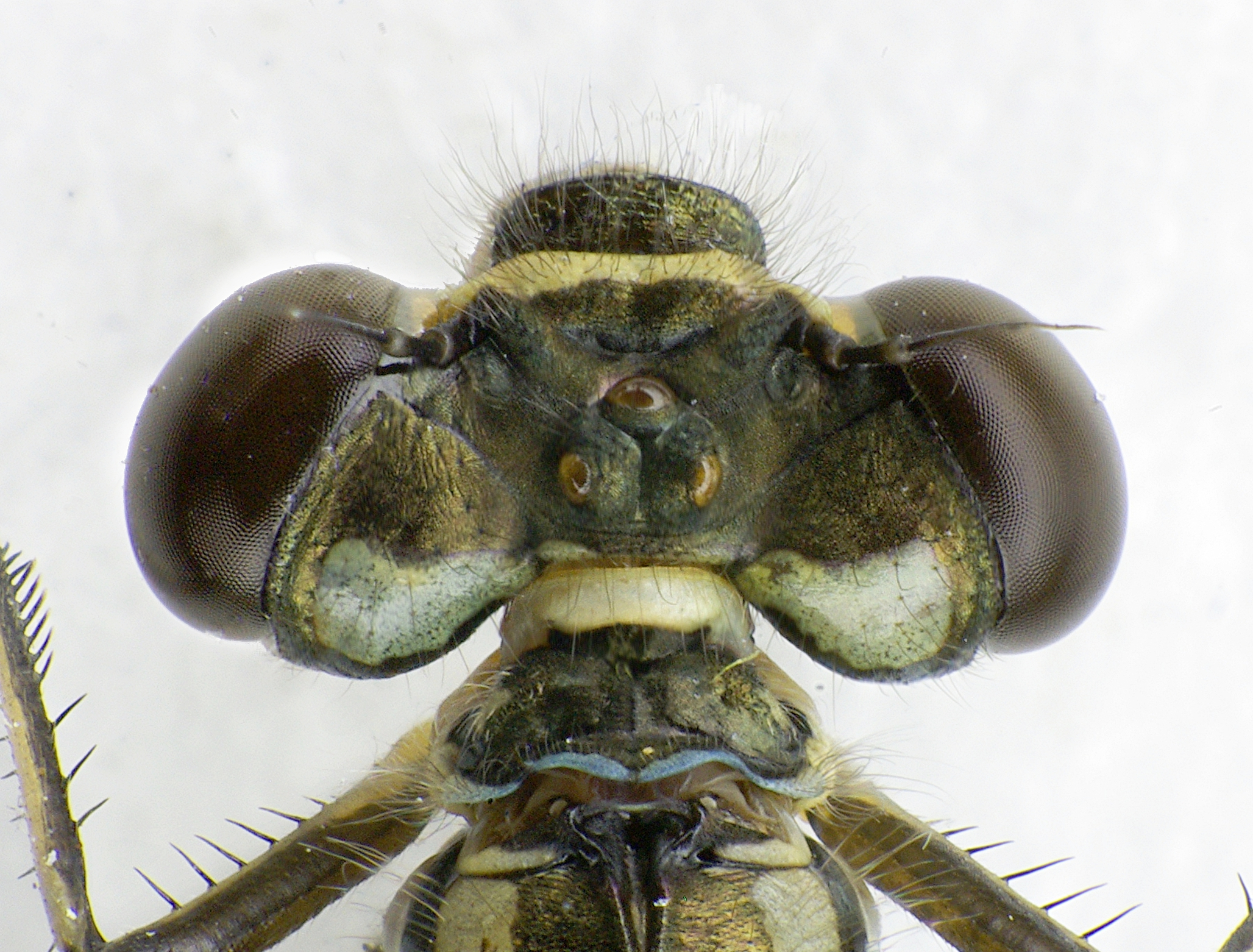
Bild 9: Kopf und Pronotum ♀
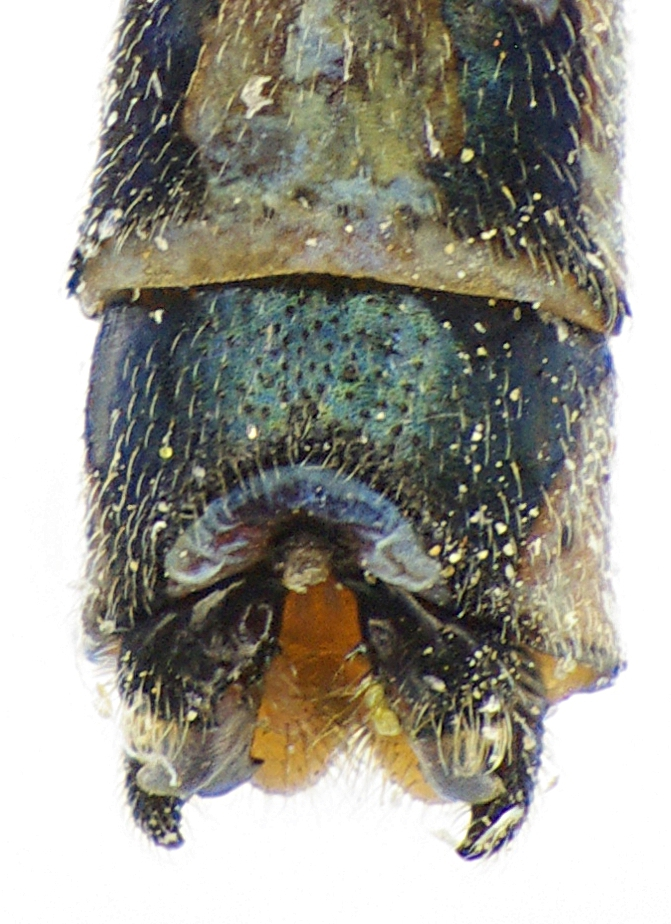
Bild 10: letztes Abdominalsegment ♂
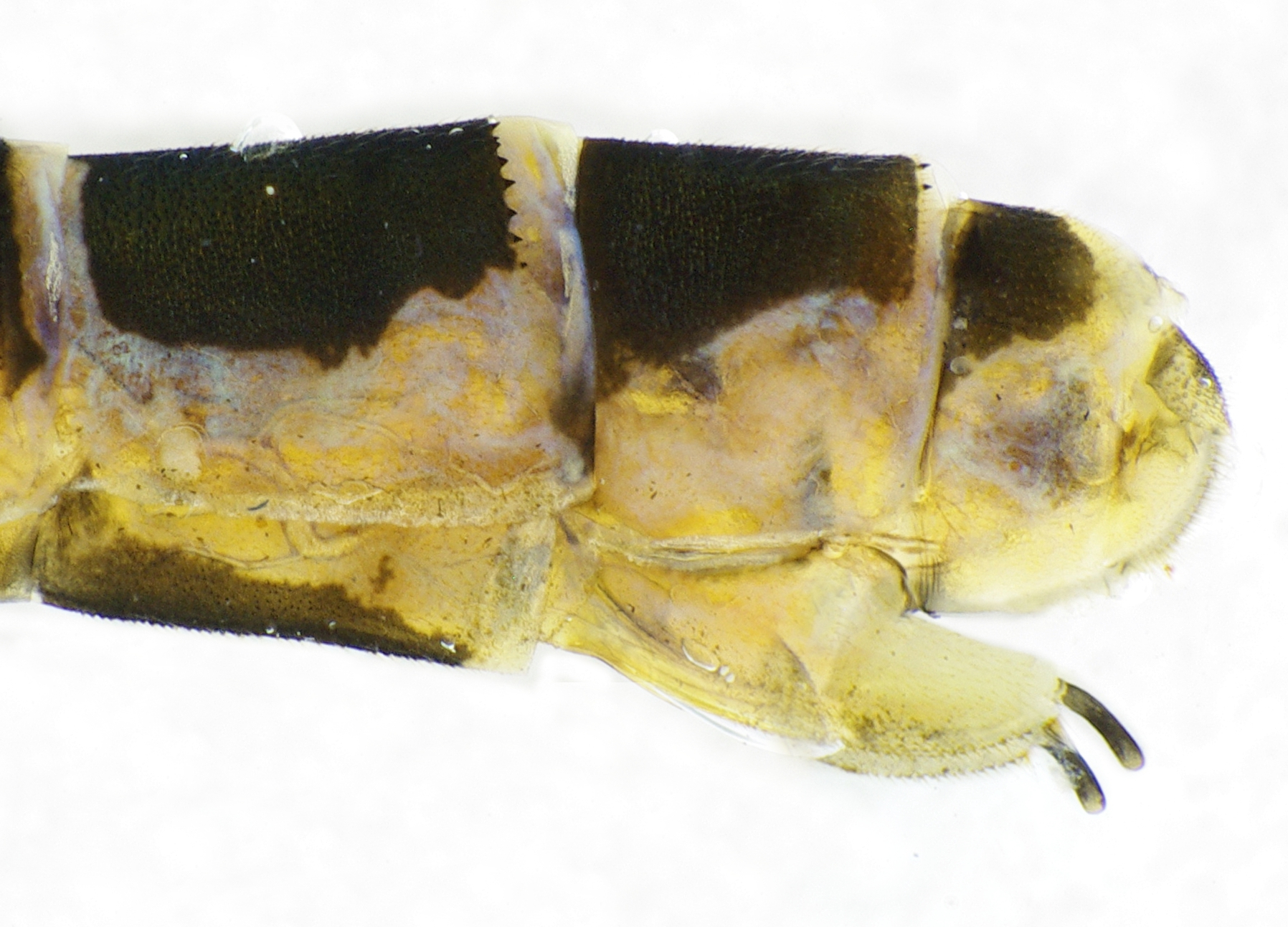
Bild 11: Legeapparat / Ovipositor ♀
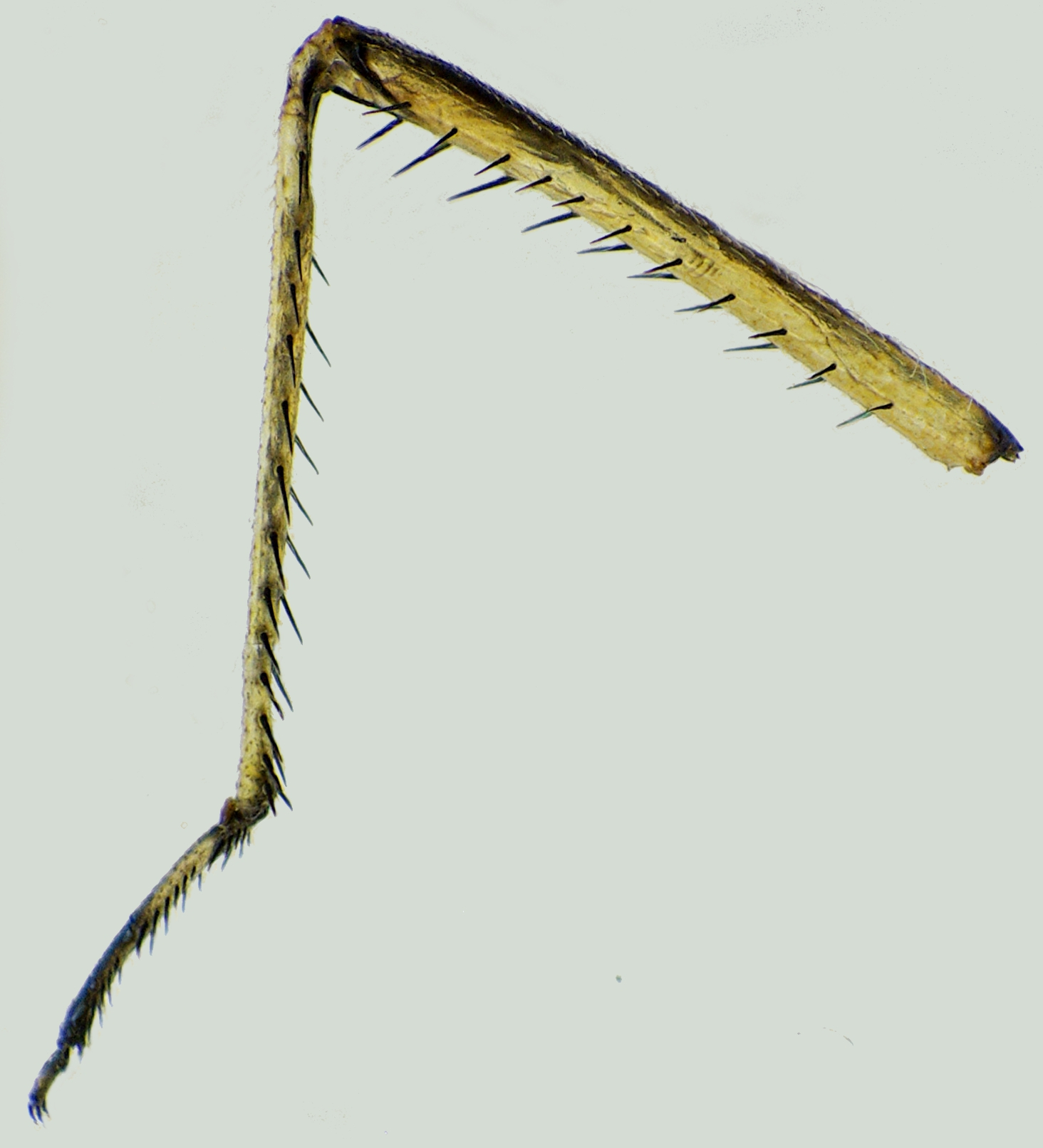
Bild 12: Hinterbein
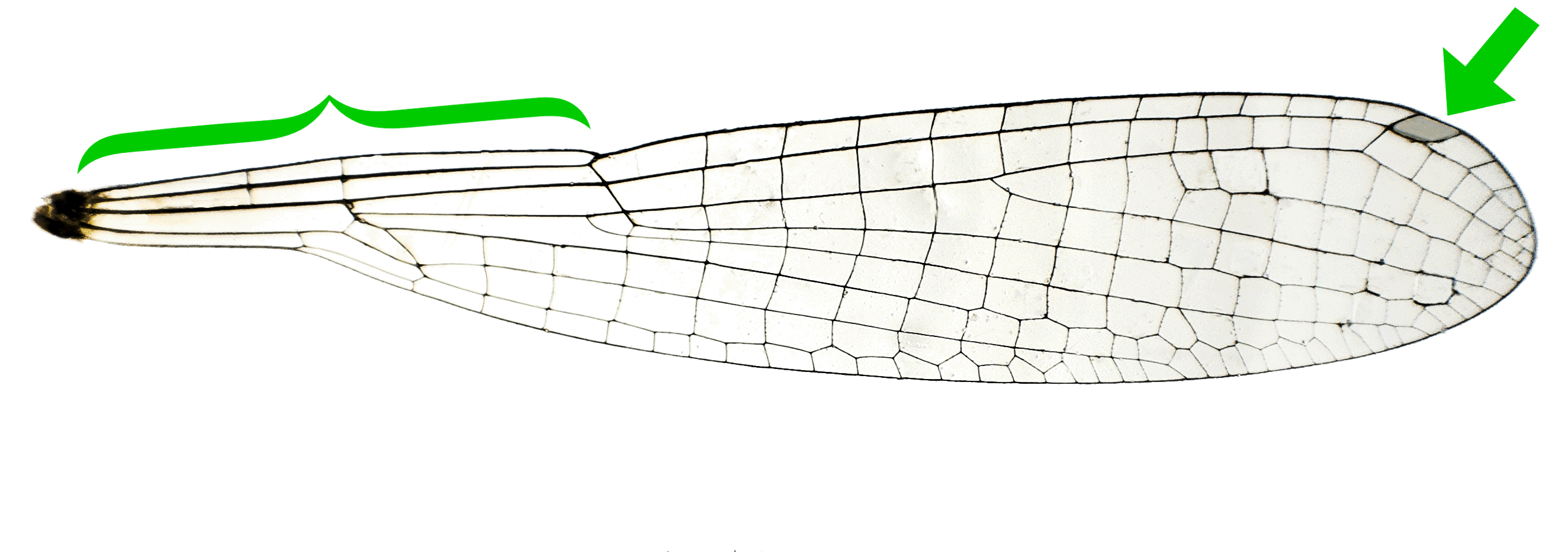
Bild 13: Flügel (nicht ausgefärbt)
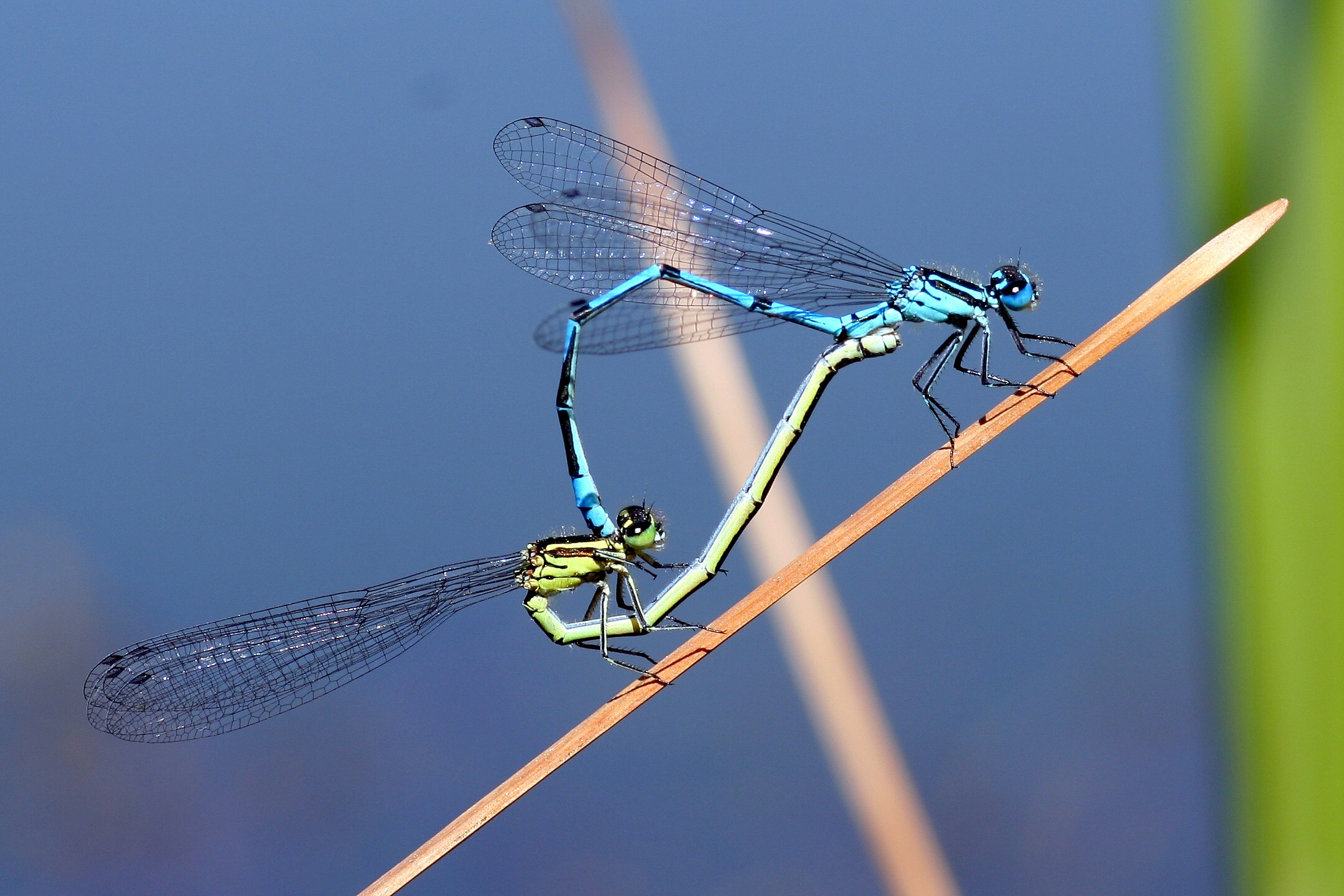
Bild 14: Azurjungfern im Paarungsrad
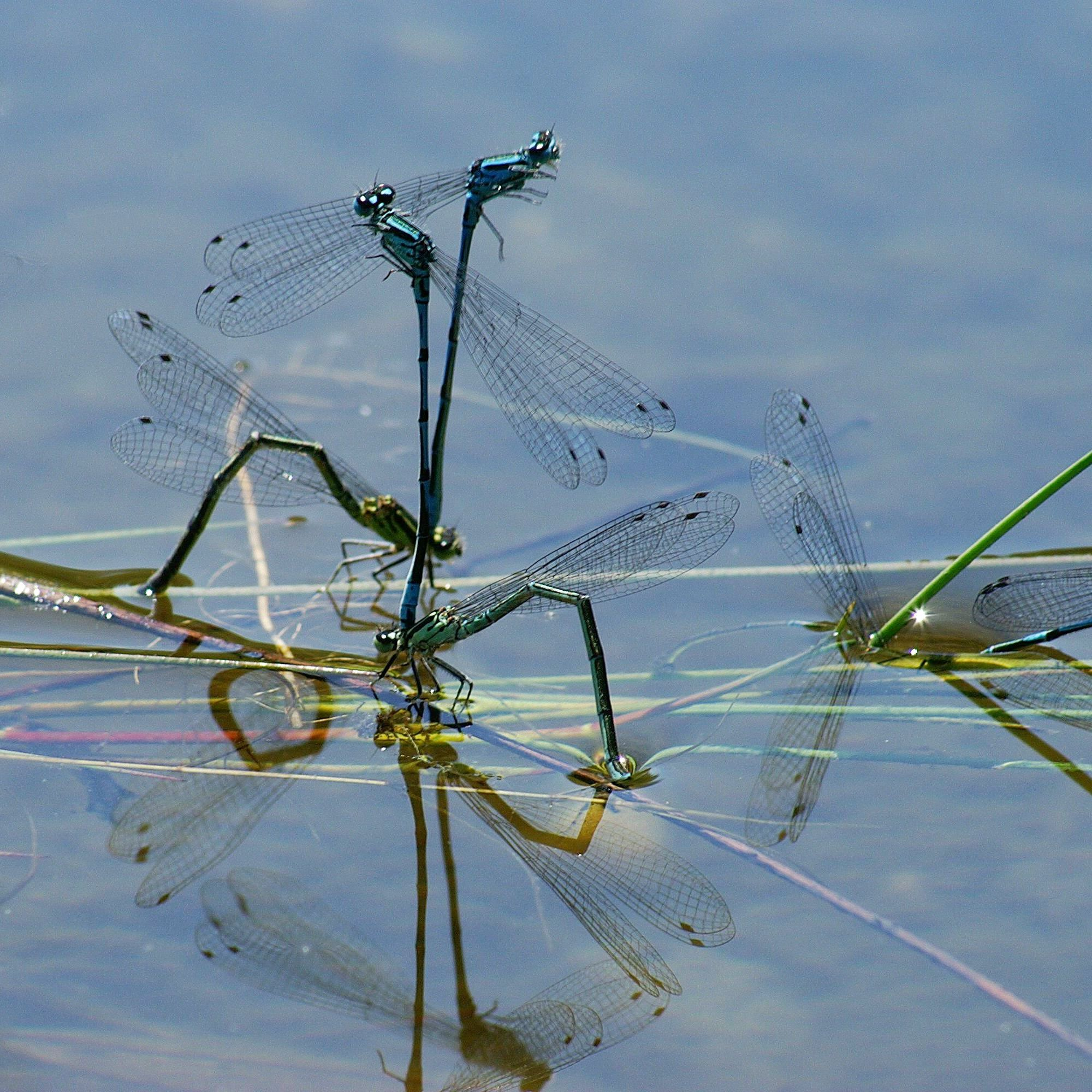
Bild 15: bei der Eiablage
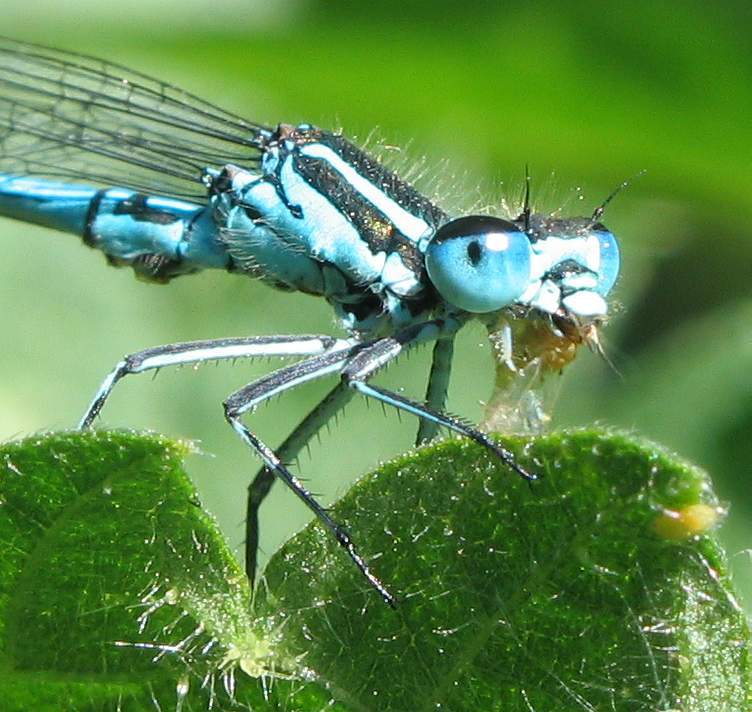
Bild 16: Männchen mit Beute
- Bild 17: Video Azurjungfern bei der Paarung
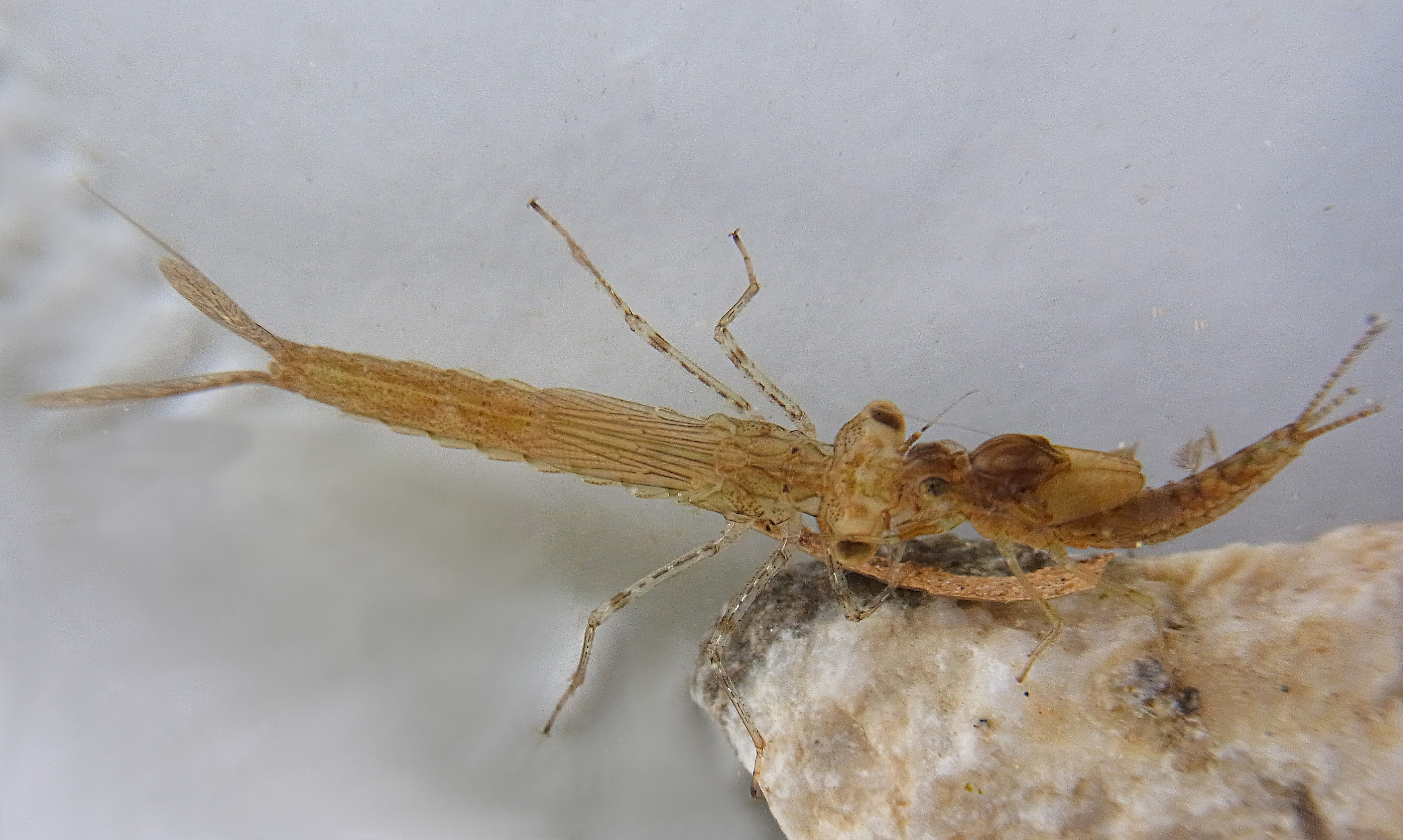
Bild 18: Larve (links) mit Beute (Cloeon dipterum)
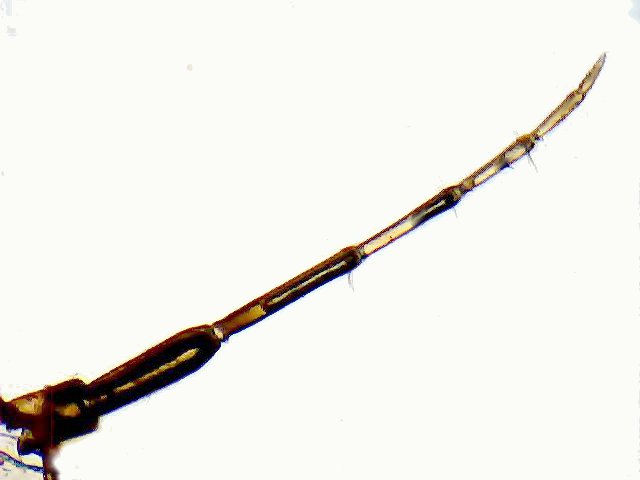
Bild 19: Fühler der Larve
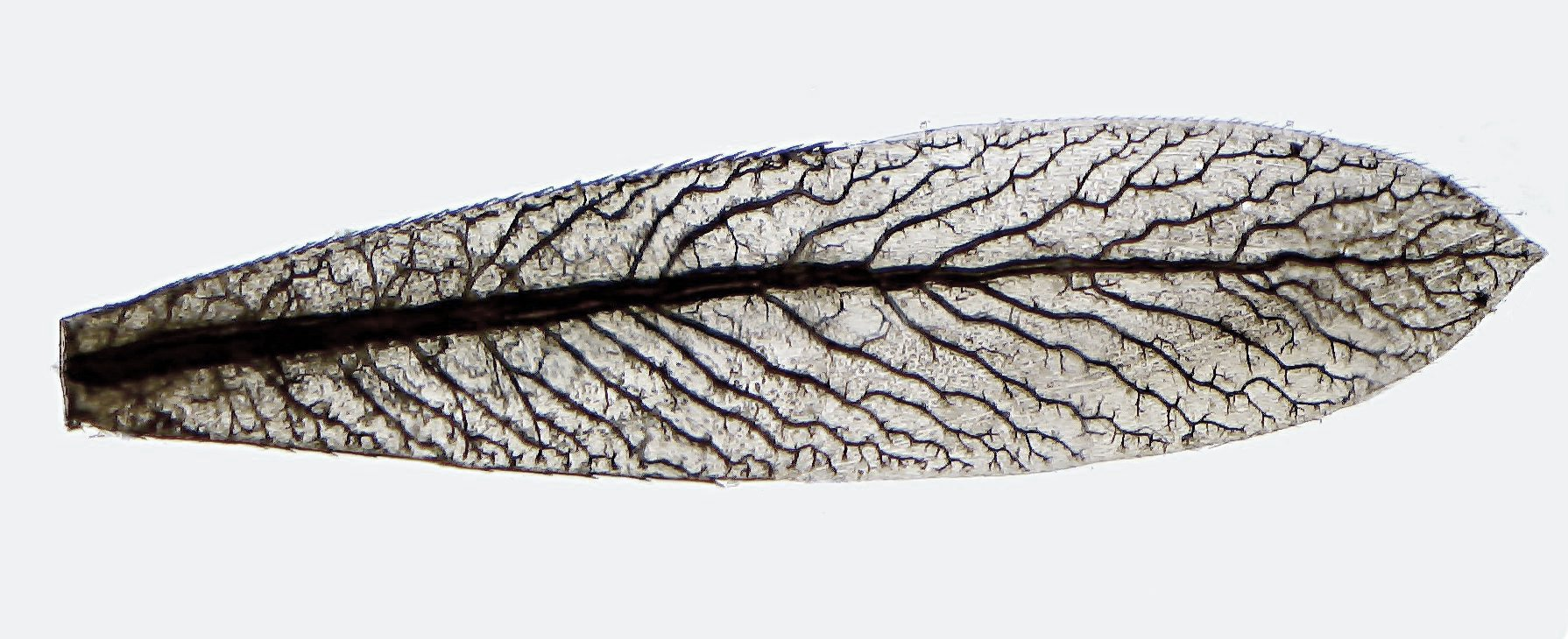
Bild 20: Kiemenblättchen der Larve